# Indianapolis 500 in 1989
De 73e Indianapolis 500 werd gereden op zondag 28 mei 1989 op de Indianapolis Motor Speedway. Braziliaans wereldkampioen Formule 1 van 1972 en 1974 Emerson Fittipaldi won de race voor de eerste keer in zijn carrière. Hij reed in een Penske chassis van het Patrick Racing team.

## Startgrid
| Rij | Binnen        | Midden            | Buiten              |
| --- | ------------- | ----------------- | ------------------- |
| 1   | Rick Mears    | Al Unser          | Emerson Fittipaldi  |
| 2   | Jim Crawford  | Mario Andretti    | Scott Brayton       |
| 3   | Bobby Rahal   | Al Unser Jr.      | Raul Boesel         |
| 4   | A.J. Foyt     | Randy Lewis       | John Andretti       |
| 5   | Teo Fabi      | Gary Bettenhausen | Arie Luyendyk       |
| 6   | Tero Palmroth | Scott Pruett      | Ludwig Heimrath Jr. |
| 7   | Didier Theys  | Bernard Jourdain  | Michael Andretti    |
| 8   | Tom Sneva     | Gordon Johncock   | Derek Daly          |
| 9   | John Jones    | Danny Sullivan    | Kevin Cogan         |
| 10  | Rocky Moran   | Dominic Dobson    | Bill Vukovich III   |
| 11  | Davy Jones    | Pancho Carter     | Rich Vogler         |

## Race
Emerson Fittipaldi reed tijdens de race 158 ronden aan de leiding. Tijdens ronde 181 was er een neutralisatie en Fittipaldi kwam voor een laatste keer bijtanken in de pit. Al Unser Jr. bleef op de baan en gokte erop dat hij net genoeg brandstof zou hebben om de race uit te rijden. Vier ronden voor het einde reed Unser aan de leiding, maar de Braziliaan kwam opzetten en twee ronden voor het einde van de race lagen ze zij aan zij. De wagens raakte elkaar en Unser belandde met zijn wagen tegen de muur. Fittipaldi kon verder rijden en won de race tijdens de neutralisatie die volgde op de aanrijding.
| #                                                                                    | Coureur              | Auto             | Ronden | Opgave     |
| ------------------------------------------------------------------------------------ | -------------------- | ---------------- | ------ | ---------- |
| 1                                                                                    | Emerson Fittipaldi   | Penske-Chevrolet | 200    |            |
| 2                                                                                    | Al Unser Jr.         | Lola-Chevrolet   | 198    | Ongeval    |
| 3                                                                                    | Raul Boesel          | Lola-Judd        | 194    |            |
| 4                                                                                    | Mario Andretti       | Lola-Chevrolet   | 193    |            |
| 5                                                                                    | A.J. Foyt            | Lola-Cosworth    | 193    |            |
| 6                                                                                    | Scott Brayton        | Lola-Buick       | 193    |            |
| 7                                                                                    | Davy Jones           | Lola-Cosworth    | 192    |            |
| 8                                                                                    | Rich Vogler          | March-Cosworth   | 192    |            |
| 9                                                                                    | Bernard Jourdain (R) | Lola-Cosworth    | 191    |            |
| 10                                                                                   | Scott Pruett (R)     | Lola-Judd        | 190    |            |
| 11                                                                                   | John Jones (R)       | Lola-Cosworth    | 189    |            |
| 12                                                                                   | Bill Vukovich III    | Lola-Judd        | 186    |            |
| 13                                                                                   | Ludwig Heimrath Jr.  | Lola-Judd        | 185    |            |
| 14                                                                                   | Rocky Moran          | March-Cosworth   | 181    |            |
| 15                                                                                   | Derek Daly           | Lola-Judd        | 167    |            |
| 16                                                                                   | Tero Palmroth        | Lola-Cosworth    | 165    | Mechanisch |
| 17                                                                                   | Michael Andretti     | Lola-Chevrolet   | 163    | Mechanisch |
| 18                                                                                   | Dominic Dobson       | Lola-Cosworth    | 161    | Mechanisch |
| 19                                                                                   | Jim Crawford         | Lola-Buick       | 135    | Mechanisch |
| 20                                                                                   | Didier Theys (R)     | Penske-Cosworth  | 131    | Mechanisch |
| 21                                                                                   | Arie Luyendyk        | Lola-Cosworth    | 123    | Mechanisch |
| 22                                                                                   | Pancho Carter        | Lola-Cosworth    | 121    | Mechanisch |
| 23                                                                                   | Rick Mears           | Penske-Chevrolet | 113    | Mechanisch |
| 24                                                                                   | Al Unser             | Penske-Chevrolet | 68     | Mechanisch |
| 25                                                                                   | John Andretti        | Lola-Buick       | 61     | Mechanisch |
| 26                                                                                   | Bobby Rahal          | Lola-Cosworth    | 58     | Mechanisch |
| 27                                                                                   | Tom Sneva            | Lola-Buick       | 55     | Brand      |
| 28                                                                                   | Danny Sullivan       | Penske-Chevrolet | 41     | Mechanisch |
| 29                                                                                   | Randy Lewis          | Lola-Cosworth    | 24     | Mechanisch |
| 30                                                                                   | Teo Fabi             | March-Porsche    | 23     | Mechanisch |
| 31                                                                                   | Gordon Johncock      | Lola-Buick       | 19     | Mechanisch |
| 32                                                                                   | Kevin Cogan          | March-Cosworth   | 4      | Ongeval    |
| 33                                                                                   | Gary Bettenhausen    | Lola-Buick       | 0      | Mechanisch |
| Gemiddelde snelheid : 269,695 km/h - Snelste Ronde : Emerson Fittipaldi, 358,03 km/h |                      |                  |        |            |
| Aantal neutralisaties : 7 (43 van de 200 ronden in totaal)                           |                      |                  |        |            |